# Bebe Brătianu

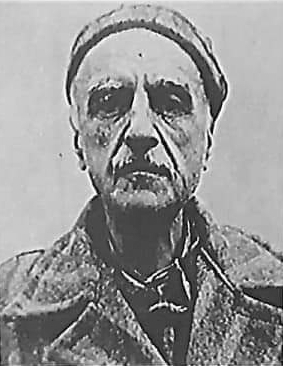
Constantin "Bebe" Brătianu (1950)

Constantin Constantin Ion Brătianu (* 20. Mai 1887 in Bukarest, Rumänien; † 1955 bzw. 21. Januar 1956 ebenda), genannt Bebe (d. h. "Baby"), war ein liberaler rumänischer Politiker.
Der Doktor der Rechtswissenschaften war ein Sohn des Brigadegenerals  Constantin Ion Brătianu (1844–1910), der wiederum ein Sohn des früheren Premierministers Dumitru Brătianu war. Obwohl Dumitru sich einst gegen seinen Bruder Ion Brătianu gestellt und diesen als Premierminister gestürzt hatte, unterstützte Constantin Brătianu die von Ions Söhnen Ionel, Vintilă und Dinu Brătianu geführte National-Liberale Partei (Partidul Național Liberal) und arbeitete u. a. in der Rumänischen Nationalbank, an der die Brătianu-Familie bzw. ihre Partei ein Hauptaktionär war. Von den National-Liberalen hatte sich 1930 zwischenzeitlich Ionels Sohn Gheorghe Brătianu mit seiner eigenen Partei abgespalten, war aber nach seiner Wahlniederlage 1937 und der Aussöhnung mit seinem Onkel Dinu Brătianu, der seit 1934 Parteichef war, Anfang 1938 in den Schoß der Mutterpartei zurückgekehrt und deren stellvertretender Parteichef (Vizepräsident) geworden. Demgegenüber war 1938 eine Gruppe weiterer "Dissidenten" um den Generalsekretär Gheorghe Tătărescu aus der Partei ausgeschlossen worden, neuer Generalsekretär wurde Constantin Brătianu.
Zusammen mit Dinu Brătianu hielt Constantin Brătianu den konservativen Flügel der seit 1938 verbotenen Partei unter der Königsdiktatur Carols II. sowie unter der faschistischen Militärdiktatur Ion Antonescus zusammen. Wie am 25. Mai 1944 schon Tătărescus "Dissidenten", so schlossen am 20. Juni 1944 auch Brătianus National-Liberale Partei und die Bauernpartei des Ex-Premiers Iuliu Maniu eine Oppositionsallianz mit der Kommunistischen Partei Rumäniens und unterstützten die Revolution vom 23. August 1944. Constantin Brătianu bemühte sich danach darum, die Partei zu reorganisieren, während Parteichef Dinu Brătianu sich schon im November 1944, nach einem kurzen Zwischenspiel als Staatsminister, aus der aktiven Politik immer weiter zurückzog. In den darauffolgenden Militärregierungen Sănătescu und Rădescu war Constantin Brătianu von Anfang November 1944 bis Ende Februar 1945 Rüstungsminister.
Rădescu wurde von seinem Stellvertreter Petru Groza abgelöst, der eine Koalitionsregierung mit der Kommunistischen Partei bildete. Dieser Regierung schloss sich Brătianu jedoch im Gegensatz zu Tătărescu nicht an. Tătărescu, der inzwischen seine eigene National-Liberale Partei (Partidul Național Liberal – Tătărescu) gegründet hatte, wurde Vizepremier und Außenminister. Brătianu ging zusammen mit Maniu in die Opposition.  Währenddessen hatte Constantin Brătianu den im Zweiten Weltkrieg zur Waise gewordenen Ion Ion Constantin Brătianu (* 1939), Sohn eines Verwandten, als seinen eigenen Sohn adoptiert.
Während der Pariser Friedensverhandlungen forderten die USA und Großbritannien die rumänische Regierung auf, sich durch Abhaltung baldiger Wahlen demokratisch zu legitimieren und sich bis dahin durch die Aufnahme von Oppositionspolitikern zu einer Allparteienregierung umzubilden (wenn schon nicht die Parteichefs Brătianu und Maniu selbst, dann doch zumindest Vertreter der National-Liberalen und der Bauernpartei) – anderenfalls würden sie keinen Friedensvertrag unterzeichnen. In engster Abstimmung mit den angloamerikanischen Diplomaten Averell Harriman und Clark Kerr nominierte Dinu Brătianu seinen Großcousin Constantin Brătianu. Das lehnten Groza, Tătărescu, KP-Chef Gheorghe Gheorghiu-Dej und schließlich auch der sowjetische Vizeaußenminister Andrei Wyschinski ab, obwohl Constantin Brătianu auch von Ana Pauker unterstützt worden war. Stattdessen wurden im Januar 1946 mit Mihail Romniceanu und Emil Hațieganu nur zweitrangige Politiker der National-Liberalen Partei und der Bauernpartei in die Regierung aufgenommen, als Minister ohne Geschäftsbereich blieben sie ohne Einfluss. Nach den Wahlen vom November 1946, bei denen die zum kommunistisch geführten Wahlblock (Nationale Front) gehörende Tătărescu-Partei die mit Manius Bauern verbündete Brătianu-Partei schlagen konnte, wurde am 20. Dezember 1946 die Rumänische Nationalbank von Finanzminister Alexandru Alexandrini verstaatlicht. Brătianus Partei wurde Anfang 1947 schließlich verboten, im November 1947 wurde allerdings auch die Tătărescu-Partei aus der Regierung gedrängt und löste sich 1948 auf. Wegen seiner während des Weltkriegs engen Kontakte zu Funktionären in Nazi-Deutschland wurde Constantin Brătianu jedoch 1948 bzw. im Mai 1950 verhaftet und (zusammen mit Dinu Brătianu, Gheorghe Brătianu, Gheorghe Tătărescu, Dumitru Alimănișteanu, Petre Bejan sowie weiteren National-Liberalen) ins Sighet-Gefängnis verbracht. Er kam zwar im November 1955 wieder frei, starb allerdings kurz darauf im Bukarester Colțea-Spital.